# Propiedades de las raíces polinómicas

Ejemplo de polinomio de tercer grado con coeficientes enteros y tres raíces enteras (-1, 1 y 2)

En matemáticas, un polinomio de grado {\displaystyle n} con coeficientes reales o complejos siempre posee {\displaystyle n} raíces complejas (sin olvidar que los números reales forman parte de los complejos), y teniendo en cuenta su posible multiplicidad. Forman un conjunto de {\displaystyle n} puntos en el plano complejo. Este artículo se refiere a las propiedades geométricas de estos puntos en el plano complejo que se pueden deducir del grado y de los coeficientes del polinomio.
Algunas de estas propiedades geométricas, como los límites superiores de los valores absolutos de las raíces, que definen un disco que contiene todas las raíces, o los límites inferiores de la distancia entre dos raíces, se utilizan ampliamente en la resolución numérica de ecuaciones no lineales para polinomios, ya sea para ajustarlos o para calcular su complejidad computacional. Otras propiedades son probabilísticas, como el número esperado de raíces reales de un polinomio aleatorio de grado {\displaystyle n} con coeficientes reales, que es menor que {\displaystyle 1+{\frac {2}{\pi }}\ln(n)} para {\displaystyle n} suficientemente grande.
En este artículo, un polinomio siempre se denota como:
{\displaystyle p(x)=a_{0}+a_{1}x+\cdots +a_{n}x^{n},}
donde {\displaystyle a_{0},\dots ,a_{n}} son números reales o complejos y {\displaystyle a_{n}\neq 0}; y por lo tanto, {\displaystyle n} es el grado del polinomio.

## Dependencia continua de los coeficientes
Las raíces n de un polinomio de grado n dependen de forma continua de los coeficientes. Para raíces simples, esto se deduce directamente del teorema de la función implícita. Esto también es cierto para múltiples raíces, pero se necesita cierto cuidado para demostrarlo.
Un pequeño cambio de coeficientes puede inducir un cambio drástico de las raíces, incluido el cambio de una raíz real a una raíz compleja con una parte imaginaria bastante grande (véase polinomio de Wilkinson). Una consecuencia es que, para los algoritmos de búsqueda de raíces numéricos clásicos, el problema de aproximar las raíces dados los coeficientes es un problema mal condicionado.

## Conjugación
El teorema de la raíz conjugada compleja establece que si los coeficientes de un polinomio son reales, entonces las raíces no reales aparecen en pares de la forma (a + ib, a – ib).
De ello se deduce que las raíces de un polinomio con coeficientes reales son especularmente simétricas con respecto al eje real.
Esto se puede extender a la conjugación algebraica: las raíces de un polinomio con coeficientes racionales son conjugadas (es decir, invariantes) bajo la acción del grupo de Galois del polinomio. Sin embargo, esta simetría rara vez se puede interpretar geométricamente.

## Acotación de todas las raíces
Los límites superiores de los valores absolutos de las raíces polinomiales se utilizan ampliamente para la resolución numérica de ecuaciones no lineales, ya sea para delimitar las regiones donde se deben buscar las raíces o para calcular la complejidad computacional de estos algoritmos.
Se han dado muchos de estos límites, y su precisión depende generalmente de la secuencia específica de coeficientes que se considere. La mayoría de los límites son mayores o iguales a uno y, por lo tanto, no son eficientes para un polinomio que solo tenga raíces de valores absolutos inferiores a uno. Sin embargo, tales polinomios son muy raros, como se muestra a continuación.
Cualquier límite superior de los valores absolutos de las raíces proporciona un límite inferior correspondiente. De hecho, si {\displaystyle a_{n}\neq 0,} y U es un límite superior de los valores absolutos de las raíces de
{\displaystyle a_{0}+a_{1}x+\cdots +a_{n}x^{n},}
entonces 1/U es un límite inferior de los valores absolutos de
{\displaystyle a_{n}+a_{n-1}x+\cdots +a_{0}x^{n},}
ya que las raíces de cualquiera de los polinomios son las inversas multiplicativas de las raíces del otro. Por lo tanto, en el resto del artículo no se darán límites inferiores explícitamente.

### Límites de Lagrange y de Cauchy
Joseph-Louis Lagrange y Augustin Louis Cauchy fueron los primeros en proporcionar límites superiores para todas las raíces complejas. La cota superior de Lagrange es
```

  

    

      

        
max

        

          
{

          

            
1

            
,

            

              
∑

              

                
i

                
=

                
0

              

              

                
n

                
−

                
1

              

            

            

              
|

              

                

                  

                    
a

                    

                      
i

                    

                  

                  

                    
a

                    

                      
n

                    

                  

                

              

              
|

            

          

          
}

        

        
,

      

    

    
{\displaystyle \max \left\{1,\sum _{i=0}^{n-1}\left|{\frac {a_{i}}{a_{n}}}\right|\right\},}

  

```

y la de Cauchy es
```

  

    

      

        
1

        
+

        
max

        

          
{

          

            

              
|

              

                

                  

                    
a

                    

                      
n

                      
−

                      
1

                    

                  

                  

                    
a

                    

                      
n

                    

                  

                

              

              
|

            

            
,

            

              
|

              

                

                  

                    
a

                    

                      
n

                      
−

                      
2

                    

                  

                  

                    
a

                    

                      
n

                    

                  

                

              

              
|

            

            
,

            
…

            
,

            

              
|

              

                

                  

                    
a

                    

                      
0

                    

                  

                  

                    
a

                    

                      
n

                    

                  

                

              

              
|

            

          

          
}

        

      

    

    
{\displaystyle 1+\max \left\{\left|{\frac {a_{n-1}}{a_{n}}}\right|,\left|{\frac {a_{n-2}}{a_{n}}}\right|,\ldots ,\left|{\frac {a_{0}}{a_{n}}}\right|\right\}}

  

```

El límite de Lagrange es más fino (más preciso) que el límite de Cauchy solo cuando la suma de todos los {\displaystyle \left|{\frac {a_{i}}{a_{n}}}\right|} es menor que 1 (aunque es mayor que el más grande de estos sumandos). Esta condición es relativamente rara en la práctica, lo que explica que la cota de Cauchy se use más ampliamente que la de Lagrange.
Ambos límites resultan del teorema de Gerschgorin aplicado a la matriz compañera del polinomio y a su matriz transpuesta. También pueden probarse mediante métodos elementales.
| Demostración de las cotas de Lagrange y de Cauchy |
| Si z es una raíz del polinomio y \|z\| ≥ 1, se tiene que {\displaystyle \|a_{n}\|\|z^{n}\|=\left\|\sum _{i=0}^{n-1}a_{i}z^{i}\right\|\leq \sum _{i=0}^{n-1}\|a_{i}z^{i}\|\leq \sum _{i=0}^{n-1}\|a_{i}\|\|z\|^{n-1}.} Dividiendo por {\displaystyle \|a_{n}\|\|z\|^{n-1},} se obtiene {\displaystyle \|z\|\leq \sum _{i=0}^{n-1}{\frac {\|a_{i}\|}{\|a_{n}\|}},} que es la cota superior de Lagrange cuando hay al menos una raíz de valor absoluto mayor que 1. De lo contrario, 1 es un límite de las raíces y no es mayor que la cota superior de Lagrange. De manera similar, para la cota de Cauchy, se tiene que si \|z\| ≥ 1, {\displaystyle \|a_{n}\|\|z^{n}\|=\left\|\sum _{i=0}^{n-1}a_{i}z^{i}\right\|\leq \sum _{i=0}^{n-1}\|a_{i}z^{i}\|\leq \max \|a_{i}\|\sum _{i=0}^{n-1}\|z\|^{i}={\frac {\|z\|^{n}-1}{\|z\|-1}}\max \|a_{i}\|\leq {\frac {\|z\|^{n}}{\|z\|-1}}\max \|a_{i}\|.} Por lo tanto {\displaystyle \|a_{n}\|(\|z\|-1)\leq \max \|a_{i}\|.} Resolviendo en \|z\|, se obtiene la cota superior de Cauchy si hay una raíz de valor absoluto mayor que 1. De lo contrario, el límite también es correcto, ya que la cota superior de Cauchy es mayor que 1. |

Estas cotas superiores no son invariantes respecto a la escala. Es decir, las raíces del polinomio p(sx) son el cociente de las raíces de p por s, pero los límites dados para las raíces de p(sx) no son el cociente por s de las cotas superiores de p. Por lo tanto, se pueden obtener límites más nítidos minimizando las posibles escalas. De aquí se deducen las expresiones
```

  

    

      

        

          
min

          

            
s

            
∈

            

              

                
R

              

              

                
+

              

            

          

        

        

          
(

          

            
max

            

              
{

              

                
s

                
,

                

                  
∑

                  

                    
i

                    
=

                    
0

                  

                  

                    
n

                    
−

                    
1

                  

                

                

                  
|

                  

                    

                      

                        
a

                        

                          
i

                        

                      

                      

                        
a

                        

                          
n

                        

                      

                    

                  

                  
|

                

                

                  
s

                  

                    
i

                    
−

                    
n

                    
+

                    
1

                  

                

              

              
}

            

          

          
)

        

        
,

      

    

    
{\displaystyle \min _{s\in \mathbb {R} _{+}}\left(\max \left\{s,\sum _{i=0}^{n-1}\left|{\frac {a_{i}}{a_{n}}}\right|s^{i-n+1}\right\}\right),}

  

```

y
```

  

    

      

        

          
min

          

            
s

            
∈

            

              

                
R

              

              

                
+

              

            

          

        

        

          
(

          

            
s

            
+

            

              
max

              

                
0

                
≤

                
i

                
≤

                
n

                
−

                
1

              

            

            

              
(

              

                

                  
|

                  

                    

                      

                        
a

                        

                          
i

                        

                      

                      

                        
a

                        

                          
n

                        

                      

                    

                  

                  
|

                

                

                  
s

                  

                    
i

                    
−

                    
n

                    
+

                    
1

                  

                

              

              
)

            

          

          
)

        

        
,

      

    

    
{\displaystyle \min _{s\in \mathbb {R} _{+}}\left(s+\max _{0\leq i\leq n-1}\left(\left|{\frac {a_{i}}{a_{n}}}\right|s^{i-n+1}\right)\right),}

  

```

para las cotas de Lagrange y de Cauchy respectivamente.
Otro límite, originalmente dado por Lagrange, pero atribuido a Zassenhaus por Donald Knuth, es:
```

  

    

      

        
2

        
max

        

          
{

          

            

              
|

              

                

                  

                    
a

                    

                      
n

                      
−

                      
1

                    

                  

                  

                    
a

                    

                      
n

                    

                  

                

              

              
|

            

            
,

            

              

                
|

                

                  

                    

                      
a

                      

                        
n

                        
−

                        
2

                      

                    

                    

                      
a

                      

                        
n

                      

                    

                  

                

                
|

              

              

                
1

                

                  
/

                

                
2

              

            

            
,

            
…

            
,

            

              

                
|

                

                  

                    

                      
a

                      

                        
0

                      

                    

                    

                      
a

                      

                        
n

                      

                    

                  

                

                
|

              

              

                
1

                

                  
/

                

                
n

              

            

          

          
}

        

        
.

      

    

    
{\displaystyle 2\max \left\{\left|{\frac {a_{n-1}}{a_{n}}}\right|,\left|{\frac {a_{n-2}}{a_{n}}}\right|^{1/2},\ldots ,\left|{\frac {a_{0}}{a_{n}}}\right|^{1/n}\right\}.}

  

```

Esta acotación es invariante ante la escala.
| Demostración de la acotación precedente |
| Sea A el {\displaystyle \left\|{\frac {a_{i}}{a_{n}}}\right\|^{\frac {1}{n-i}}} más grande para 0 ≤ i < n. Así, se tiene que {\displaystyle {\frac {\|a_{i}\|}{\|a_{n}\|}}\leq A^{n-i}} para {\displaystyle 0\leq i<n.} Si z es una raíz de p, entonces {\displaystyle -a_{n}z^{n}=\sum _{i=0}^{n-1}a_{i}z^{i},} y así, después de dividir por {\displaystyle a_{n},} {\displaystyle {\begin{aligned}\|z\|^{n}&\leq \sum _{i=0}^{n-1}A^{n-i}\|z\|^{i}\\&=A{\frac {\|z\|^{n}-A^{n}}{\|z\|-A}}.\end{aligned}}} Como se quiere probar que \|z\| ≤ 2A, se puede suponer que \|z\| > A (de lo contrario, no hay nada que probar). Por lo tanto {\displaystyle \|z\|^{n}\leq A{\frac {\|z\|^{n}}{\|z\|-A}},} que da el resultado, ya que {\displaystyle \|z\|>A.} |

Lagrange mejoró esta última acotación en la suma de los dos valores más grandes (que pueden ser iguales) en la secuencia:
```

  

    

      

        

          
[

          

            

              
|

              

                

                  

                    
a

                    

                      
n

                      
−

                      
1

                    

                  

                  

                    
a

                    

                      
n

                    

                  

                

              

              
|

            

            
,

            

              

                
|

                

                  

                    

                      
a

                      

                        
n

                        
−

                        
2

                      

                    

                    

                      
a

                      

                        
n

                      

                    

                  

                

                
|

              

              

                
1

                

                  
/

                

                
2

              

            

            
,

            
…

            
,

            

              

                
|

                

                  

                    

                      
a

                      

                        
0

                      

                    

                    

                      
a

                      

                        
n

                      

                    

                  

                

                
|

              

              

                
1

                

                  
/

                

                
n

              

            

          

          
]

        

        
.

      

    

    
{\displaystyle \left[\left|{\frac {a_{n-1}}{a_{n}}}\right|,\left|{\frac {a_{n-2}}{a_{n}}}\right|^{1/2},\ldots ,\left|{\frac {a_{0}}{a_{n}}}\right|^{1/n}\right].}

  

```

También proporcionó el resultado relacionado
```

  

    

      

        

          
∑

          

            
i

          

        

        

          
|

          

            

              

                
a

                

                  
i

                

              

              

                
a

                

                  
i

                  
+

                  
1

                

              

            

          

          
|

        

        
,

      

    

    
{\displaystyle \sum _{i}\left|{\frac {a_{i}}{a_{i+1}}}\right|,}

  

```

donde {\displaystyle a_{i}} denota el coeficiente i-ésimo distinto de cero cuando los términos de los polinomios se ordenan por grados crecientes.

### Usando la desigualdad de Hölder
La desigualdad de Hölder permite la extensión de las cotas superiores de Lagrange y de Cauchy a cada norma-h. La norma h de una secuencia
{\displaystyle s=(a_{0},\ldots ,a_{n})}
es
{\displaystyle \|s\|_{h}=\left(\sum _{i=1}^{n}|a_{i}|^{h}\right)^{1/h},}
para cualquier número real h ≥ 1, y
{\displaystyle \|s\|_{\infty }=\textstyle {\max _{i=1}^{n}}|a_{i}|.}
Si {\displaystyle {\frac {1}{h}}+{\frac {1}{k}}=1,} con 1 ≤ h, k ≤ ∞ y 1 / ∞ = 0, un límite superior en los valores absolutos de las raíces de p es
```

  

    

      

        

          

            
1

            

              

                
|

              

              

                
a

                

                  
n

                

              

              

                
|

              

            

          

        

        

          
‖

          

            
(

            

              
|

            

            

              
a

              

                
n

              

            

            

              
|

            

            
,

            

              
‖

              

                
(

                

                  
|

                

                

                  
a

                  

                    
n

                    
−

                    
1

                  

                

                

                  
|

                

                
,

                
…

                
,

                

                  
|

                

                

                  
a

                  

                    
0

                  

                

                

                  
|

                

              

              
)

            

            

              
‖

              

                
h

              

            

          

          
)

        

        

          
‖

          

            
k

          

        

        
.

      

    

    
{\displaystyle {\frac {1}{|a_{n}|}}\left\|(|a_{n}|,\left\|(|a_{n-1}|,\ldots ,|a_{0}|\right)\|_{h}\right)\|_{k}.}

  

```

Para k = 1 y k = ∞, se obtienen los límites de Cauchy y Lagrange, respectivamente.
Para h = k = 1/2, se obtiene el límite
```

  

    

      

        

          

            
1

            

              

                
|

              

              

                
a

                

                  
n

                

              

              

                
|

              

            

          

        

        

          

            

              
|

            

            

              
a

              

                
n

              

            

            

              

                
|

              

              

                
2

              

            

            
+

            

              
|

            

            

              
a

              

                
n

                
−

                
1

              

            

            

              

                
|

              

              

                
2

              

            

            
+

            
⋯

            
+

            

              
|

            

            

              
a

              

                
0

              

            

            

              

                
|

              

              

                
2

              

            

          

        

        
.

      

    

    
{\displaystyle {\frac {1}{|a_{n}|}}{\sqrt {|a_{n}|^{2}+|a_{n-1}|^{2}+\cdots +|a_{0}|^{2}}}.}

  

```

Esto no es solo una cota de los valores absolutos de las raíces, sino también una cota del producto de sus valores absolutos mayores que 1; véase la desigualdad de Landau a continuación.
| Demostración |
| Sea z una raíz del polinomio {\displaystyle p(x)=a^{n}+a_{n-1}x^{n-1}+\cdots +a_{1}x+a_{0}.} Con la con figuración {\displaystyle A=\left({\frac {\|a_{n-1}\|}{\|a_{n}\|}},\ldots ,{\frac {\|a_{1}\|}{\|a_{n}\|}},{\frac {\|a_{0}\|}{\|a_{n}\|}}\right),} se tiene que demostrar que cada raíz z de p satisface que {\displaystyle z\leq \left\\|(1,\left\\|A\right\\|_{h}\right)\\|_{k}.} Si {\displaystyle \|z\|\leq 1,} la desigualdad es verdadera; entonces, se puede suponer que {\displaystyle \|z\|>1} para el resto de la demostración. Escribiendo la ecuación como {\displaystyle -z^{n}={\frac {a_{n-1}}{a_{n}}}z^{n-1}+\cdots +{\frac {a_{1}}{a_{n}}}z+a_{0},} la desigualdad de Hölder implica que {\displaystyle \|z\|^{n}\leq \\|A\\|_{h}\cdot \left\\|(z^{n-1},\ldots ,z,1)\right\\|_{k}.} Si k = 1, esto es {\displaystyle \|z\|^{n}\leq \\|A\\|_{1}\max \left\{\|z\|^{n-1},\ldots ,\|z\|,1\right\}=\\|A\\|_{1}\|z\|^{n-1}.} Por lo tanto {\displaystyle \|z\|\leq \max\{1,\\|A\\|_{1}\}.} En el caso de que 1 < k ≤ ∞, la fórmula de suma para una progresión geométrica, da {\displaystyle \|z\|^{n}\leq \\|A\\|_{h}\left(\|z\|^{k(n-1)}+\cdots +\|z\|^{k}+1\right)^{\frac {1}{k}}=\\|A\\|_{h}\left({\frac {\|z\|^{kn}-1}{\|z\|^{k}-1}}\right)^{\frac {1}{k}}\leq \\|A\\|_{h}\left({\frac {\|z\|^{kn}}{\|z\|^{k}-1}}\right)^{\frac {1}{k}}.} Por lo tanto {\displaystyle \|z\|^{kn}\leq \left(\\|A\\|_{h}\right)^{k}{\frac {\|z\|^{kn}}{\|z\|^{k}-1}},} que se simplifica a {\displaystyle \|z\|^{k}\leq 1+\left(\\|A\\|_{h}\right)^{k}.} Así, en todos los casos {\displaystyle \|z\|\leq \left\\|\left(1,\\|A\\|_{h}\right)\right\\|_{k},} con lo que termina la demostración. |

### Otros límites
Se han dado muchos otros límites superiores para las magnitudes de todas las raíces.
La acotación de Fujiwara es:
```

  

    

      

        
2

        

        
max

        

          
{

          

            

              
|

              

                

                  

                    
a

                    

                      
n

                      
−

                      
1

                    

                  

                  

                    
a

                    

                      
n

                    

                  

                

              

              
|

            

            
,

            

              

                
|

                

                  

                    

                      
a

                      

                        
n

                        
−

                        
2

                      

                    

                    

                      
a

                      

                        
n

                      

                    

                  

                

                
|

              

              

                

                  
1

                  
2

                

              

            

            
,

            
…

            
,

            

              

                
|

                

                  

                    

                      
a

                      

                        
1

                      

                    

                    

                      
a

                      

                        
n

                      

                    

                  

                

                
|

              

              

                

                  
1

                  

                    
n

                    
−

                    
1

                  

                

              

            

            
,

            

              

                
|

                

                  

                    

                      
a

                      

                        
0

                      

                    

                    

                      
2

                      

                        
a

                        

                          
n

                        

                      

                    

                  

                

                
|

              

              

                

                  
1

                  
n

                

              

            

          

          
}

        

        
,

      

    

    
{\displaystyle 2\,\max \left\{\left|{\frac {a_{n-1}}{a_{n}}}\right|,\left|{\frac {a_{n-2}}{a_{n}}}\right|^{\frac {1}{2}},\ldots ,\left|{\frac {a_{1}}{a_{n}}}\right|^{\frac {1}{n-1}},\left|{\frac {a_{0}}{2a_{n}}}\right|^{\frac {1}{n}}\right\},}

  

```

mejora ligeramente la cota anterior, dividiendo por dos el último argumento del máximo.
La acotación de Kojima es:
```

  

    

      

        
2

        

        
max

        

          
{

          

            

              
|

              

                

                  

                    
a

                    

                      
n

                      
−

                      
1

                    

                  

                  

                    
a

                    

                      
n

                    

                  

                

              

              
|

            

            
,

            

              
|

              

                

                  

                    
a

                    

                      
n

                      
−

                      
2

                    

                  

                  

                    
a

                    

                      
n

                      
−

                      
1

                    

                  

                

              

              
|

            

            
,

            
…

            
,

            

              
|

              

                

                  

                    
a

                    

                      
0

                    

                  

                  

                    
2

                    

                      
a

                      

                        
1

                      

                    

                  

                

              

              
|

            

          

          
}

        

        
,

      

    

    
{\displaystyle 2\,\max \left\{\left|{\frac {a_{n-1}}{a_{n}}}\right|,\left|{\frac {a_{n-2}}{a_{n-1}}}\right|,\ldots ,\left|{\frac {a_{0}}{2a_{1}}}\right|\right\},}

  

```

donde {\displaystyle a_{i}} denota el coeficiente i-ésimo distinto de cero cuando los términos de los polinomios se ordenan por grados crecientes. Si todos los coeficientes son distintos de cero, la cota de Fujiwara es más fina, ya que cada elemento en la cota de Fujiwara es la media geométrica de los primeros elementos en la cota de Kojima.
Sun y Hsieh obtuvieron otra mejora en la cota de Cauchy. Supóngase que el polinomio es monico con el término general aixi. Sun y Hsieh demostraron que los límites superiores 1 + d1 y 1 + d2 se pueden obtener a partir de las siguientes ecuaciones:
{\displaystyle d_{1}={\tfrac {1}{2}}\left((|a_{n-1}|-1)+{\sqrt {(|a_{n-1}|-1)^{2}+4a}}\right),\qquad a=\max\{|a_{i}|\}.}
d2 es la raíz positiva de la ecuación cúbica
{\displaystyle Q(x)=x^{3}+(2-|a_{n-1}|)x^{2}+(1-|a_{n-1}|-|a_{n-2}|)x-a,\qquad a=\max\{|a_{i}|\}}
También señalaron que d2 ≤ d1.

## Desigualdad de Landau
Los límites anteriores son acotaciones superiores para cada raíz por separado. La desigualdad de Landau proporciona un límite superior para el producto de las raíces que tienen un valor absoluto mayor que uno. Esta desigualdad, descubierta en 1905 por Edmund Landau, ha sido olvidada y redescubierta al menos tres veces durante el siglo XX.
Este límite del producto de raíces no es mucho mayor que los mejores límites precedentes de cada raíz por separado.
Sea {\displaystyle z_{1},\ldots ,z_{n}} las raíces {\displaystyle n} del polinomio p. Si
{\displaystyle M(p)=|a_{n}|\prod _{j=1}^{n}\max(1,|z_{j}|)}
es la medida de Mahler de p, entonces
{\displaystyle M(p)\leq {\sqrt {\sum _{k=0}^{n}|a_{k}|^{2}}}.}
Sorprendentemente, este límite del producto de los valores absolutos mayores que 1 de las raíces no es mucho mayor que los mejores límites de "una" raíz que se han dado anteriormente. Este límite es incluso exactamente igual a uno de los límites que se obtienen usando la desigualdad de Holder.
Esta cota también es útil para limitar los coeficientes de un divisor de un polinomio con coeficientes enteros:
Si
{\displaystyle q=\sum _{k=0}^{m}b_{k}x^{k}}
es un divisor de p, entonces
{\displaystyle |b_{m}|\leq |a_{n}|,}
y, por las relaciones de Cardano-Vieta,
{\displaystyle {\frac {|b_{i}|}{|b_{m}|}}\leq {\binom {m}{i}}{\frac {M(p)}{|a_{n}|}},}
para i = 0, ..., m, donde {\displaystyle {\binom {m}{i}}} es un coeficiente binomial. Por lo tanto
{\displaystyle |b_{i}|\leq {\binom {m}{i}}M(p)\leq {\binom {m}{i}}{\sqrt {\sum _{k=0}^{n}|a_{k}|^{2}}},}
y
{\displaystyle \sum _{i=0}^{m}|b_{k}|\leq 2^{m}M(p)\leq 2^{m}{\sqrt {\sum _{k=0}^{n}|a_{k}|^{2}}}.}

## Discos que contienen algunas raíces

### Del teorema de Rouché
El teorema de Rouché permite definir discos centrados en cero y que contienen un número determinado de raíces. Más precisamente, si existen un número real positivo R y un entero 0 ≤ k ≤ n tales que
{\displaystyle |a_{k}|R^{k}>|a_{0}|+\cdots +|a_{k-1}|R^{k-1}+|a_{k+1}|R^{k+1}+\cdots +|a_{n}|R^{n},}
entonces hay exactamente k raíces, contadas con multiplicidad, de valor absoluto menor que R.
| Demostración |
| Si {\displaystyle \|z\|=R,} entonces {\displaystyle {\begin{aligned}\|a_{0}&+\cdots +a_{k-1}z^{k-1}+a_{k+1}z^{k+1}+\cdots +a_{n}z^{n}\|\\&\leq \|a_{0}\|+\cdots +\|a_{k-1}\|R^{k-1}+\|a_{k+1}\|R^{k+1}+\cdots +\|a_{n}\|R^{n}\\&\leq \|a_{k}\|R^{k}\leq \|a_{k}z^{k}\|.\end{aligned}}} Según el teorema de Rouché, esto implica directamente que {\displaystyle p(z)} y {\displaystyle z^{k}} tienen el mismo número de raíces de valores absolutos menores que R, contados con multiplicidades. Como este número es k, queda probado el resultado. |

El resultado anterior se puede aplicar si el polinomio
{\displaystyle h_{k}(x)=|a_{0}|+\cdots +|a_{k-1}|x^{k-1}-|a_{k}|x^{k}+|a_{k+1}|x^{k+1}+\cdots +|a_{n}|x^{n}.}
toma un valor negativo para algún valor real positivo de x.
En el resto de la sección, se supone que a0 ≠ 0. Si no es el caso, cero es una raíz, y la localización de las otras raíces se puede estudiar dividiendo el polinomio por una potencia de la variable, para obtener un polinomio con un término constante distinto de cero.
Para k = 0 y k = n, la regla de los signos de Descartes muestra que el polinomio tiene exactamente una raíz real positiva. Si {\displaystyle R_{0}} y {\displaystyle R_{n}} son estas raíces, el resultado anterior muestra que todas las raíces verifican que
{\displaystyle R_{0}\leq |z|\leq R_{1}.}
Estas desigualdades se aplican también a {\displaystyle h_{0}} y {\displaystyle h_{n}}. Estos límites son óptimos para polinomios con una secuencia dada de los valores absolutos de sus coeficientes. Por lo tanto, son más nítidos que todos los límites dados en las secciones anteriores.
Para 0 < k < n, la regla de los signos de Descartes implica que {\displaystyle h_{k}(x)} tiene dos raíces reales positivas que no son múltiples o no son negativas para cada valor positivo de x. Por lo tanto, el resultado anterior se puede aplicar solo en el primer caso. Si {\displaystyle R_{k,1}<R_{k,2}} son estas dos raíces, el resultado anterior implica que
{\displaystyle |z|\leq R_{k,1}}
para las raíces k de p, y que
{\displaystyle |z|\geq R_{k,2}}
para las n – k otras raíces.
En lugar de calcular explícitamente {\displaystyle R_{k,1}} y {\displaystyle R_{k,2},}, generalmente es suficiente calcular un valor {\displaystyle R_{k}} tal que {\displaystyle h_{k}(R_{k})<0} (necesariamente {\displaystyle R_{k,1}<R_{k}<R_{k,2}}). Estos {\displaystyle R_{k}} tienen la propiedad de separar raíces en términos de sus valores absolutos: si, para h < k, existen tanto {\displaystyle R_{h}} como {\displaystyle R_{k}}, hay exactamente k – h raíces z tales que {\displaystyle R_{h}<|z|<R_{k}.}
Para calcular {\displaystyle R_{k},} se puede usar que {\displaystyle {\frac {h(x)}{x^{k}}}} es una función convexa (su segunda derivada es positiva). Por lo tanto, {\displaystyle R_{k}} existe si y solo si {\displaystyle {\frac {h(x)}{x^{k}}}} es negativo en su mínimo único. Para calcular este mínimo, se puede usar cualquier método de optimización o, alternativamente, el método de Newton para calcular el cero positivo único de la derivada de {\displaystyle {\frac {h(x)}{x^{k}}}} (converge rápidamente, ya que la derivada es una función monótona).
Se puede aumentar el número de {\displaystyle R_{k}} existentes aplicando la operación de cuadratura de la raíz de la iteración de Dandelin-Graeffe. Si las raíces tienen valores absolutos distintos, entonces se pueden separar completamente las raíces en términos de sus valores absolutos, es decir, calcular n + 1 números positivos {\displaystyle R_{0}<R_{1}<\dots <R_{n}} de manera que haya exactamente una raíz con un valor absoluto en el intervalo abierto {\displaystyle (R_{k-1},R_{k}),} para k = 1, ..., n.

### Del teorema del círculo de Gershgorin
El teorema de Gerschgorin aplica la matriz compañera del polinomio sobre una base relacionada con la interpolación polinómica de Lagrange. Proporciona discos centrados en los puntos de interpolación y cada uno contiene una raíz del polinomio; consúltese el método de Durand-Kerner para obtener más detalles.
Si los puntos de interpolación están cerca de las raíces del polinomio, los radios de los discos son pequeños, y este es un elemento clave del método Durand-Kerner para calcular las raíces polinómicas.

## Límites de raíces reales
Para polinomios con coeficientes reales, a menudo es útil delimitar solo las raíces reales. Basta con unir las raíces positivas, ya que las raíces negativas de p(x) son las raíces positivas de p(–x).
Claramente, cada límite de todas las raíces se aplica también a las raíces reales. Pero en algunos contextos, son útiles los límites más estrictos de las raíces reales. Por ejemplo, la eficiencia del método de fracciones continuas para el aislamiento de raíces reales depende en gran medida de la rigidez del límite de las raíces positivas. Esto ha llevado a establecer nuevas acotaciones más estrictas que los límites generales de todas las raíces. Estos límites generalmente se expresan no solo en términos de los valores absolutos de los coeficientes, sino también en términos de sus signos.
Otros límites se aplican solo a polinomios cuyas raíces son reales (véase más adelante).

### Acotación de raíces reales positivas
Para dar una cota superior de las raíces positivas, se puede suponer que {\displaystyle a_{n}>0} sin pérdida de generalidad, ya que cambiar los signos de todos los coeficientes no cambia las raíces.
Cada límite superior de las raíces positivas de
{\displaystyle q(x)=a_{n}x^{n}+\sum _{i=0}^{n-1}\min(0,a_{i})x^{i}}
es también un límite para los ceros reales de
{\displaystyle p(x)=\sum _{i=0}^{n}a_{i}x^{i}}.
De hecho, si B es tal límite, para todo x > B, se tiene que
p(x) ≥ q(x) > 0.
Aplicando el límite de Cauchy, se obtiene la cota superior
{\displaystyle 1+{\textstyle \max _{i=0}^{n-1}}{\frac {-a_{i}}{a_{n}}}}
para las raíces reales de un polinomio con coeficientes reales. Si este límite no es mayor que 1, esto significa que todos los coeficientes distintos de cero tienen el mismo signo y que no hay raíces positivas.
De manera similar, otro límite superior de las raíces positivas es
{\displaystyle 2\,{\max _{a_{i}a_{n}<0}}\left({\frac {-a_{i}}{a_{n}}}\right)^{\frac {1}{n-i}}.}
Si todos los coeficientes distintos de cero tienen el mismo signo, no hay raíces positivas y el máximo debe definirse como cero.
Posteriormente se han desarrollado otros límites, principalmente para servir como base del método de fracciones continuas para el aislamiento de raíces reales.

### Polinomios cuyas raíces son todas reales
Si todas las raíces de un polinomio son reales, Laguerre demostró los siguientes límites superior e inferior de las raíces, utilizando lo que ahora se llama desigualdad de Samuelson.
Sea {\displaystyle \sum _{k=0}^{n}a_{k}x^{k}} un polinomio con todas las raíces reales. Entonces sus raíces se ubican en el intervalo con los puntos finales:
{\displaystyle -{\frac {a_{n-1}}{na_{n}}}\pm {\frac {n-1}{na_{n}}}{\sqrt {a_{n-1}^{2}-{\frac {2n}{n-1}}a_{n}a_{n-2}}}.}
Por ejemplo, las raíces del polinomio {\displaystyle x^{4}+5x^{3}+5x^{2}-5x-6=(x+3)(x+2)(x+1)(x-1)} satisfacen que
{\displaystyle -3.8118<-{\frac {5}{4}}-{\frac {3}{4}}{\sqrt {\frac {35}{3}}}\leq x\leq -{\frac {5}{4}}+{\frac {3}{4}}{\sqrt {\frac {35}{3}}}<1.3118.}

## Separación de raíces
La separación de raíces de un polinomio es la distancia mínima entre dos raíces, que es el mínimo de los valores absolutos de la diferencia de dos raíces:
{\displaystyle \operatorname {sep} (p)=\min\{|\alpha -\beta |\;;\;\alpha \neq \beta {\text{ and }}p(\alpha )=p(\beta )=0\}}
La separación de raíces es un parámetro fundamental de la complejidad computacional de la resolución numérica de ecuaciones no lineales para polinomios. De hecho, la separación de raíces determina la precisión de la representación numérica que se necesita para estar seguro de distinguir diferentes raíces. Además, para el aislamiento de raíces reales, permite delimitar el número de divisiones de intervalo que se necesitan para aislar todas las raíces.
Para polinomios con coeficientes reales o complejos no es posible expresar un límite inferior de la separación de raíces en términos del grado y los valores absolutos de los coeficientes únicamente, porque un pequeño cambio en un coeficiente único transforma un polinomio con múltiples raíces en un  polinomio libre de cuadrados, con una pequeña separación de raíces y esencialmente los mismos valores absolutos de los coeficientes. Sin embargo, la participación del discriminante del polinomio permite establecer una acotación inferior.
Para polinomios libres de cuadrados con coeficientes enteros, el discriminante es un número entero y, por lo tanto, tiene un valor absoluto que no es menor que 1. Esto permite límites inferiores para la separación de raíces que son independientes del discriminante.
El límite de separación de Mignotte es
{\displaystyle \operatorname {sep} (p)>{\frac {{\sqrt {3}}\Delta (p)}{n^{n/2+1}(\|p\|_{2})^{n-1}}},}
donde {\displaystyle \Delta (p)} es el discriminante, y {\displaystyle \textstyle \|p\|_{2}={\sqrt {a_{0}^{2}+a_{1}^{2}+\dots +a_{n}^{2}}}.}
Para un polinomio libre de cuadrados con coeficientes enteros, esto implica que
{\displaystyle \operatorname {sep} (p)>{\frac {\sqrt {3}}{n^{n/2+1}(\|p\|_{2})^{n-1}}}>{\frac {1}{2^{2s^{2}}}},}
donde s es el tamaño en bits de p, que es la suma del tamaño en bits de sus coeficientes.

## Teorema de Gauss-Lucas
El teorema de Gauss-Lucas establece que la envolvente convexa de las raíces de un polinomio contiene las raíces de la derivada del polinomio.
Un corolario a veces útil es que, si todas las raíces de un polinomio tienen una parte real positiva, también las tienen las raíces de todas las derivadas del polinomio.
Un resultado relacionado es la desigualdad de Bernstein. Establece que para un polinomio P de grado n con derivada P′, se tiene que
{\displaystyle \max _{|z|\leq 1}{\big |}P'(z){\big |}\leq n\max _{|z|\leq 1}{\big |}P(z){\big |}.}

## Distribución estadística de las raíces
Si los coeficientes ai de un polinomio aleatorio se distribuyen de forma independiente e idéntica con una media de cero, la mayoría de las raíces complejas están en el círculo unitario o cerca de él. En particular, las raíces reales se encuentran principalmente cerca de ±1 y, además, su número esperado es, en gran medida, menor que el logaritmo natural del grado.
Si los coeficientes poseen una distribución normal con una media de cero y varianza de σ, entonces la densidad media de raíces reales viene dada por la fórmula Kac
{\displaystyle m(x)={\frac {\sqrt {A(x)C(x)-B(x)^{2}}}{\pi A(x)}}}
donde
{\displaystyle {\begin{aligned}A(x)&=\sigma \sum _{i=0}^{2n-1}x^{i}=\sigma {\frac {x^{2n}-1}{x-1}},\\B(x)&={\frac {1}{2}}{\frac {d}{dx}}A(x),\\C(x)&={\frac {1}{4}}{\frac {d^{2}}{dx^{2}}}A(x)+{\frac {1}{4x}}{\frac {d}{dx}}A(x).\end{aligned}}}
Cuando los coeficientes tienen una distribución normal con una media distinta de cero y una varianza de σ, se conoce una fórmula similar pero más compleja.

### Raíces reales
Para n grande, la densidad media de raíces reales cerca de x es asintóticamente
{\displaystyle m(x)={\frac {1}{\pi |1-x^{2}|}}}
si {\displaystyle x^{2}-1\neq 0,}
y
{\displaystyle m(\pm 1)={\frac {1}{\pi }}{\sqrt {\frac {n^{2}-1}{12}}}}
De ello se deduce que el número esperado de raíces reales es, utilizando la notación gran O
{\displaystyle N_{n}={\frac {2}{\pi }}\ln n+C+{\frac {2}{\pi n}}+O(n^{-2})}
donde C es una constante aproximadamente igual a 0,6 257 358 072.
En otras palabras, "el número esperable de raíces reales de un polinomio aleatorio de alto grado es menor que el logaritmo natural de su grado".
Kac, Erdös y otros demostraron que estos resultados son insensibles a la distribución de los coeficientes, si son independientes y a si tienen la misma distribución con media cero. Sin embargo, si la varianza del coeficiente i-ésimo es igual a {\displaystyle {\binom {n}{i}},}, el número esperable de raíces reales es de {\displaystyle {\sqrt {n}}.}